# 法明頓鎮區 (明尼蘇達州奧姆斯特德縣)
法明頓鎮區（英語：Farmington Township）是位於美國明尼蘇達州奧姆斯特德縣的一個行政鎮區。

## 歷史
法明頓鎮區於1858年成立，得名自當地肥沃且適宜耕作的土地。

## 地方資料
法明頓鎮區的面積為92.49平方千米，皆為陸地。根據2020年美國人口普查的數據，當地共有人口2456人，而人口密度為每平方千米26.55人。